# 90-річчя утворення першого Уряду України (монета)
«90-рі́ччя утво́рення пе́ршого У́ряду Украї́ни» — ювілейна монета номіналом 2 гривні, випущена Національним банком України, присвячена першому Уряду України — Генеральному секретаріату, який діяв з 15 червня 1917 року до 9 січня 1918 року. Першим документом, який певною мірою визначив програму діяльності уряду, стала Декларація Генерального секретаріату, розроблена за участю і під керівництвом Володимира Винниченка.
Монету введено в обіг 27 грудня 2007 року. Вона належить до серії «Відродження української державності».

## Опис монети та характеристики
| Номінал грн. | Метал      | Маса, г | Діаметр, мм | Якість виготовлення       | Гурт     | Тираж, штук |
| ------------ | ---------- | ------- | ----------- | ------------------------- | -------- | ----------- |
| 2            | нейзильбер | 12,8    | 31,0        | спеціальний анциркулейтед | рифлений | 35 000      |

### Аверс
На аверсі монети в картуші зображено малий Державний Герб України, розміщено стилізовану композицію з фрагментів банкнот того часу, на яких — атрибути-символи тогочасних галузей промисловості і культури держави та написи: «НАЦІОНАЛЬНИЙ/БАНК/УКРАЇНИ/2 ГРИВНІ/2007». Також на монеті розміщено логотип Монетного двору Національного банку України.

### Реверс

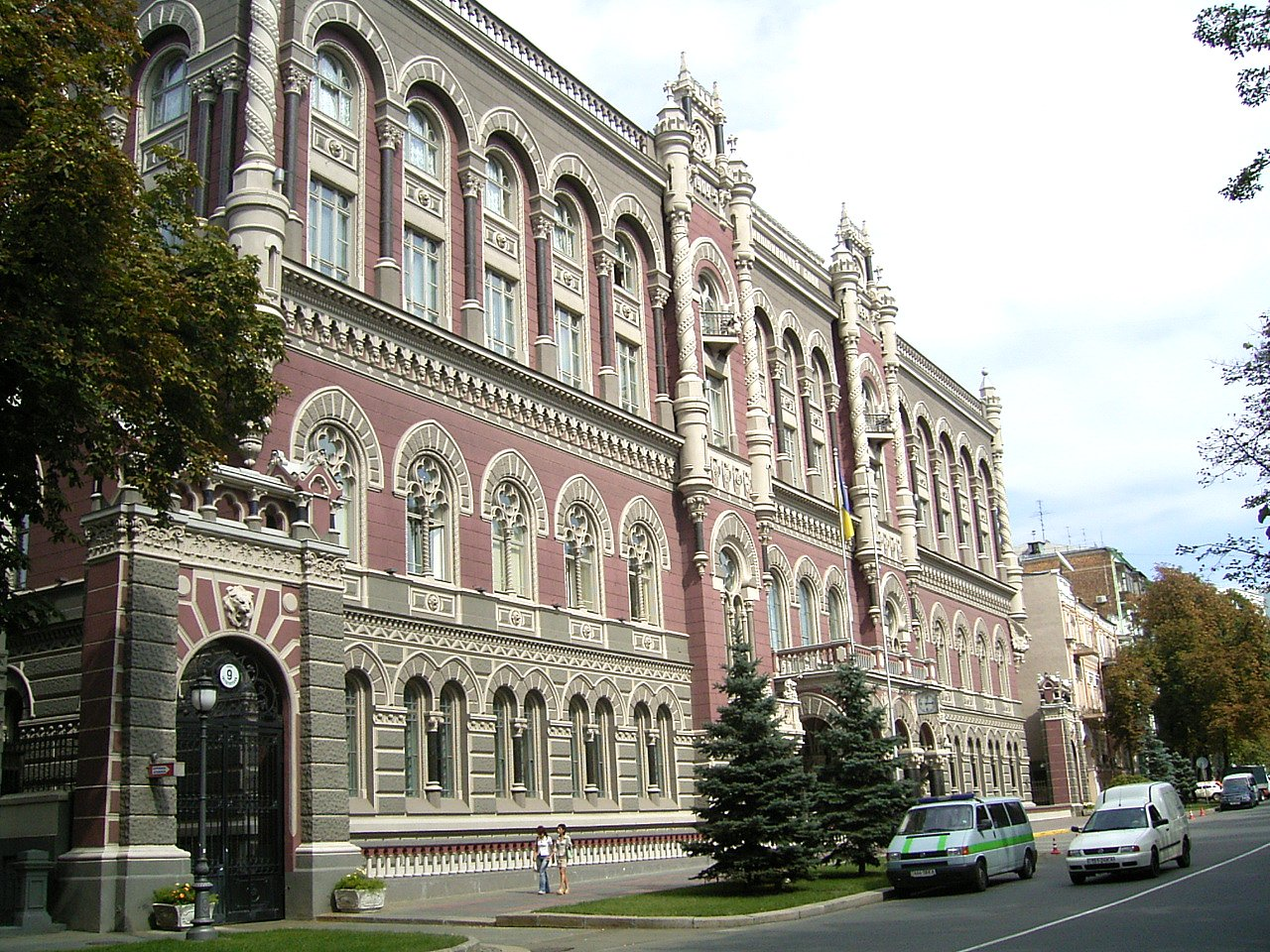
Будівля Національного банку України

На реверсі монети зображено портрет Володимира Винниченка (праворуч), композицію зі стилізованим орнаментом (ліворуч), розміщено написи: «КИЇВ,/1917РІК/ ПЕРШИЙ/ УРЯД/ УКРАЇНИ/90 РОКІВ» (ліворуч), та «ВОЛОДИМИР/ ВИННИЧЕНКО/ ГОЛОВА/ УРЯДУ» (праворуч).

## Автори
- Художники: Таран Володимир, Харук Олександр, Харук Сергій.
- Скульптори: Атаманчук Володимир, Дем'яненко Володимир.

## Вартість монети
Ціна монети — 22 гривні, була вказана на сайті Національного банку України у 2016 році.
Фактична приблизна вартість монети з роками змінювалася так:
| Рік        | 2010 | 2011 | 2012 | 2013 | 2014 | 2015 | 2016 | 2017 | 2018 | 2019 | 2020 | 2021 | 2022 | 2023 | 2024 | 2025 |
| ---------- | ---- | ---- | ---- | ---- | ---- | ---- | ---- | ---- | ---- | ---- | ---- | ---- | ---- | ---- | ---- | ---- |
| Ціна, грн. | 20   | 20   | 20   | 20   | 25   | 38   | 40   | 45   | 50   | 60   | 60   | 65   | 70   | 140  | 170  | 190  |